# Илия Гегов
Илия Гегов е български революционер, поройски войвода на Вътрешната македоно-одринска революционна организация.

## Биография
Гегов е роден във валовищкото село Шугово, тогава в Османската империя, днес Платанакия, Гърция. Влиза във ВМОРО. Арестуван е от властите и затворен в затвора във Валовища. Успява да избяга и става нелегален четник на огранизацията. При възстановяването на организацията от 1909 година до Балканската война в 1912 година е войвода в Поройско. При избухването на войната е доброволец в Македоно-одринското опълчение на Българската армия и е помощник войвода на четата на Дончо Златков.